# Kanton Rouen-2
Der Kanton Rouen-2 ist seit 2015 ein französischer Wahlkreis für die Wahl des Départementrats im Arrondissement Rouen im Département Seine-Maritime in der Region Normandie. Das Bureau centralisateur befindet sich in Rouen. Zum Kanton gehört der nordöstliche Teil der Gemeinde Rouen.